# ニコロ・サヴォーナ
ニコロ・サヴォーナ（Nicolò Savona, 2003年3月19日 - ）は、イタリア・アオスタ出身のサッカー選手。セリエA・ユヴェントスFC所属。ポジションはDF。

## 経歴
ユヴェントスFCの下部組織出身で、プリマヴェーラでは51試合4ゴール7アシスト、Bチームであるユヴェントス Next Genではリーグで50試合5アシストを記録している。
2024年8月8日、ユヴェントスと2029年までの契約を締結するとトップチームに昇格し、2024-25シーズン第1節、コモ1907戦でトップチーム初出場を果たした。続く第2節、エラス・ヴェローナ戦では先発として出場し、トップチームでの初ゴールを記録した。